# Deklaracja helsińska
Deklaracja helsińska – zbiór zasad dotyczących prowadzenia badań klinicznych na człowieku, opracowanych przez Światowe Towarzystwo Medyczne.
Po raz pierwszy dokument ten został przyjęty w czerwcu 1964 roku, a w 1975 połączono go z Kodeksem norymberskim. Deklaracja określa międzynarodowe zasady dotyczące prowadzenia badań naukowych w medycynie, stawiając na pierwszym miejscu dobro uczestników badań. Kilkakrotnie ulegała zmianom redakcyjnym; w październiku 2013 roku przyjęto obecnie obowiązującą wersję. Została opracowana jako wykładnia zasad etycznych dla badań medycznych na ludziach, włączając w to badania nad materiałem biologicznym pochodzącym od zidentyfikowanego biorcy oraz badania nad danymi medycznymi pochodzącymi z historii chorób pacjentów. Założeniem dokumentu jest zasada, że powinien być uwzględniamy i czytany jako całość (żaden z jej przepisów nie powinien być stosowany w oderwaniu od pozostałych).